# پاناماگذر

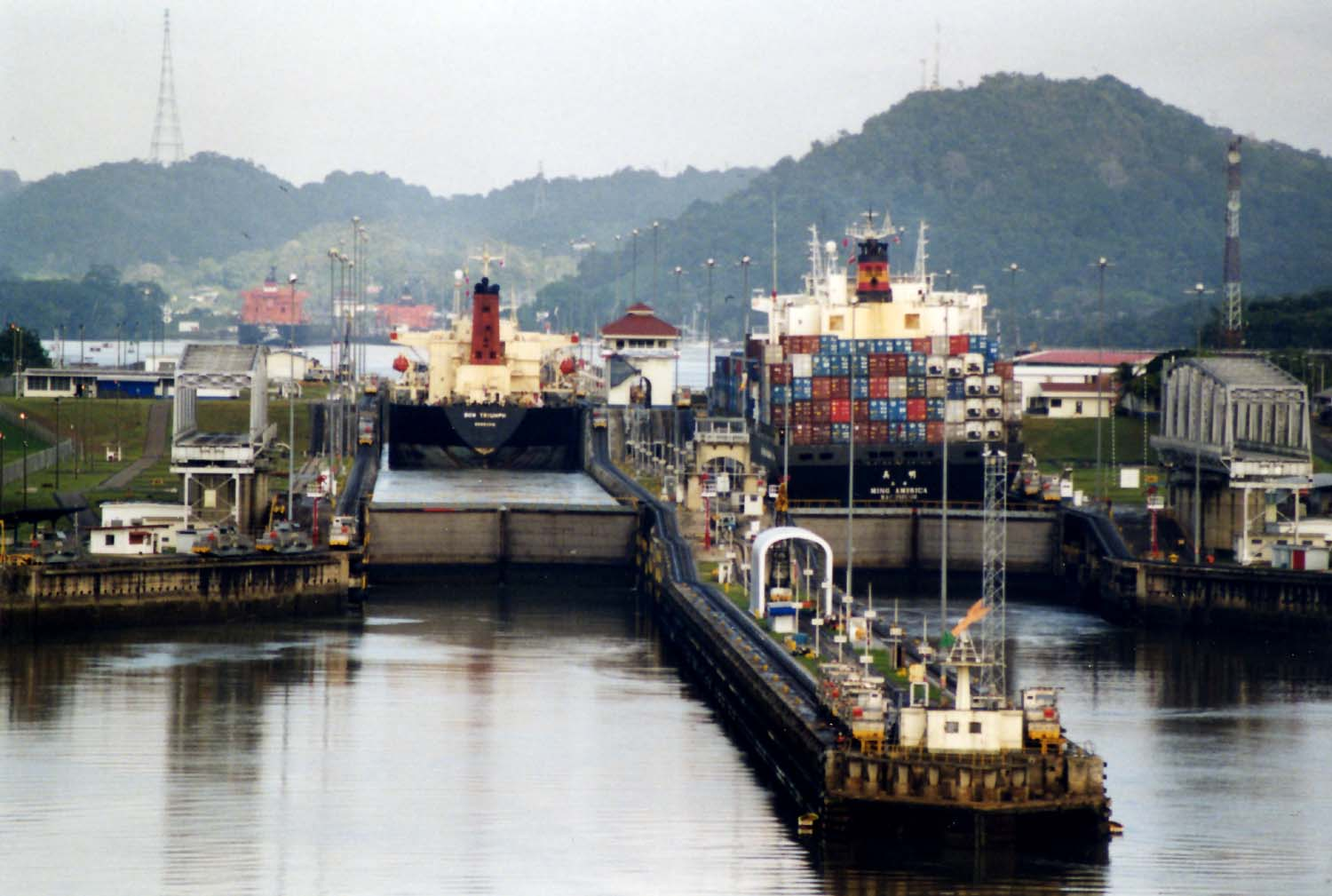
دو کشتی پاناما گذر

به دسته‌ای از کشتی‌ها و قایق ها و زیر دریایی های  که ابعادشان برای گذشتن از کانال پاناما مناسب باشد پاناماگذر (به انگلیسی: Panamax) گفته می‌شود.
اندازه پاناماگذر بیانگر بزرگ‌ترین اندازه مورد قبول برای کشتی‌های عبورکننده از کانال پاناما است. طول این گونه کشتی‌ها حداکثر ۲۷۵متر و عرض آنها حداکثر۳۲ متر است. ظرفیت متوسط این گونه کشتی‌ها حدود ۶۵۰۰۰dwt است.
به آن دسته از کشتی‌ها که ابعادشان برای گذر از کانال پاناما مناسب نیست پاناماناگذر (به انگلیسی: Post Panamax)می‌گویند.